# 헌법재판연구원
헌법재판연구원(憲法裁判硏究院, Constitutional Research Institute)은 대한민국 헌법재판소 산하의 연구·교육기관이다. 전세계의 헌법재판소 등 헌법재판기관 중에서 독자적인 연구기관을 갖춘 최초의 사례로 알려져 있다.

## 설립 목적
- 헌법재판소법 제19조의4 등에 따른 헌법재판연구원의 구체적인 설립 목적은 다음과 같다[2].
  - 중장기적으로 장차 헌법재판에서 다루어질 수 있는 관련 헌법적 쟁점 등을 연구하고, 헌법의 기본원리와 위헌심사기준을 정립하며, 외국의 사례들을 조사·분석하여 우리나라의 특성에 맞는 헌법과 헌법재판제도의 발전방안을 모색
  - 헌법과 헌법재판에 관하여 법률실무가와 예비법조인에게 체계적인 교육을 실시하고 국가와 지방자치단체 공무원, 초·중·고등학교 교사, 대학생 등 일반대중에게 보편적인 교육을 제공함으로써 기본권 보호의식을 강화하고 헌법정신을 구현

## 설립 근거
- 헌법재판소법 제19조의4[3]
  - 헌법재판연구원 운영 규칙

## 연혁
- 2010년 4월 21일 헌법재판연구원 설립 관련 헌법재판소법 개정안 국회 통과
- 2010년 5월 4일 헌법재판소법 개정법률 공포
- 2011년 1월 1일 헌법재판연구원 개원
- 2011년 4월 11일 초대 허영 헌법재판연구원장 취임
- 2013년 6월 4일 제2대 김문현 헌법재판연구원장 취임
- 2015년 6월 16일 제3대 전광석 헌법재판연구원장 취임[4]
- 2017년 9월 1일 제4대 석인선 헌법재판연구원장 취임
- 2018년 12월 3일 청사이전 (예금보험공사 빌딩에서 나라키움 역삼B빌딩으로 이전)
- 2019년 9월 9일 제5대 박종보 헌법재판연구원장 취임
- 2021년 9월 9일 제6대 이헌환 헌법재판연구원장 취임
- 2023년 9월 11일 제7대 김하열 헌법재판연구원장 취임
- 2024년 9월 9일 제8대 지성수 헌법재판연구원장 취임

## 주요 업무
- 헌법재판연구원운영규칙 제2조에 따라 다음과 같은 연구 및 교육에 관한 사무를 관장한다.
  - 헌법 및 헌법재판제도에 관한 중장기적·비교법적 연구
  - 기본권 및 국민의 의무 등 헌법사항에 관한 대한민국 내외 이론·판례 연구
  - 외국 헌법재판기관의 사건 동향 및 운영 실태 조사·분석
  - 그 밖의 헌법 및 헌법재판에 관한 연구
  - 헌법재판소 공무원, 국가기관 및 지방자치단체의 공무원, 법학전문대학원생 및 사법연수생, 변호사 및 국선대리인, 외국 사법기관 직원 및 로스쿨 학생, 그 밖에 헌법재판연구원장이 필요하다고 인정하는 사람 등의 교육

## 조직

### 헌법재판연구원장
헌법재판연구원장(President of Constitutional Research Institute)은 헌법재판소법 제19조의4 제3항에 따른 1급 상당 고위공무원이다.
- 연구교수부(Research and Instruction Department) - 부장은 헌법재판소법 제19조의4 제4항에 따른 2급 상당 고위공무원이다.
  - 제도연구팀(Institution Research Team)
  - 기본권연구팀(Basic Rights Research Team)
  - 비교헌법연구팀(Comparative Constitutional Law Research Team)
  - 교육팀(Instruction Team)
- 기획행정과(Planning and Administration Division)

## 같이 보기
- 한국헌법학회
- 한국법학교수회
- 사법정책연구원
- 한국법제연구원
- 한국형사정책연구원
- 한국법학원